# Onkološki pacient
Onkološki pacient je oseba, ki je zbolela z boleznijo imenovano rak. Pod besedo rak razumemo skupek različnih bolezni pri katerih pride do nenadzorovane delitve spremenjenih celic v človeškem telesu.

## Vzroki za razvoj raka
Zaradi okvarjenega gena, ki se s staršev prenaša na otroka nastane 20% vseh rakov. Bistveno je, da se zavedamo, da prisotnost takega gena pri določeni osebi še ne pomeni, da bo oseba brez dvoma zbolela. V družinah s prisotnim tveganjem se priporočajo redne kontrole, tako lahko raka, če se pojavi, odkrijemo zgodaj, ko je prognoza najboljša.
Znaki, ki kažejo na tveganje za dednega raka so:
- Pojav redkih, nenavadnih vrst raka,
- Več sorodnikov z rakom,
- Pojav raka pri mlajših osebah pot običajno,
- Več različnih rakov pri isti osebi.

Približno 80 % vseh rakov pa se pojavlja naključno, kar pomeni, da vzroka za njihov razvoj ne moramo določiti. Zaradi različnih vzrokov pride do mutacije gena, ki povzroči hitro delitev celic, tem celicam rečemo maligne celice. K nastanku malignih celic pripomorejo dejavniki iz okolja, ki jih z zdravim življenjskim slogom lahko do neke mere zmanjšamo.
Ti dejavniki so:
- Starost, pogostost pojavljanja raka narašča s starostjo.
- Prehranjevanje, hrana z veliko maščobe in rdečega mesa poveča tveganje za nastanek raka (predvsem debelega črevesja).
- Pitje alkohola, vpliva na nastanek različnih rakov prebavnega trakta, pa tudi dojk.
- Debelost, je glede na dognanja American Cancer Society povezana s povečano umrljivostjo za določenimi raki.
- Kajenje, vse vrste kajenja vplivajo na pojavnost 14 različnih vrst rakov.
- Dolgotrajna izpostavljenost kemičnem snovem, azbest, benzen, radon…
- Dolgotrajna izpostavljenost sevanju ali izpostavljenost visokim dozam sevanja, izpostavljenost ultravijoličnim žarkom brez ustrezne zaščite poveča možnosti za nastanek kožnih rakov.
- Virusi, približno 17,8 % (odvisno od stopnje razvoja države) neoplazm je povezanih z virusi, kot so hepatitisa B in C, Epstein-Barrov virus ter humani papiloma virus.
- Sistemske imunske bolezni, ki okvarijo mehanizme, ki telo ščitijo pred nastankom nekaterih rakov (npr. AIDS).[2][3]

## Stadiji rakavih obolenj
Naravni razvoj karcinomov večinoma sledi pravilu, da se najprej pojavi lokalni tumor (T), ki se kasneje po mezgovnicah širi v bezgavke (N = nodus), metastazira (M) tudi v druge organe po krnih žilah. Ginekologi in porodničarji pa uporabljajo klasifikacijo ˝FIGO˝.
Klasifikacija ˝FIGO˝ se uporablja pri:
- Raku zunanjega spolovila;
- Raku materničnega vratu;
- Raku endometrija;
- Raku materničnih sarkomov

TNM klasifikacijo se uporablja pri:
- Raku ledvic;
- Raku grla;
- Raku jeter;
- Raku pljuč;
- Melanom;
- Raku prostate;
- Raku mod;
- Raku sečnega mehurja;
- Raku dojk;
- Raku Ščitnice…

Pri vsakem pacientu s pomočjo klasifikacije TNM ocenimo stadij bolezni oz. stopnjo napredka obolenja na podlagi ocene lokalne (T), regionalne (N) in sistemske (M) razsežnosti. 
S pomočjo številnih diagnostičnih preiskav pred začetkom zdravljenja naredimo oceno stadija obolenja. Ocena nam omogoča izbiro najustreznejšega zdravljenja, opredeljuje tudi potek (prognozo) bolezni in kasneje lahko med različnimi ustanovami, regijami ali državami omogoča primerjavo uspešnosti zdravljenja.
T0: ni znakov tumorja
T1 - T4: pomeni velikost tumorja, invazija primarnega tumorja v okolno tkivo
N0: odsotnost zasevkov v bezgavkah
N1 – N3: prisotnost zasevkov tumorja v bezgavkah 
M0: odsotnost metastaz v organih
M1: prisotnost metastaz v organih
Primer klasifikacije pri raku na materničnem vratu:
Stadij I: karcinom, omejen na maternični vrat .
Stadij II: karcinom se širi zunaj maternice, toda ne do medenične stene ali do spodnje tretjine nožnice.
Stadij III: karcinom se širi do medenične stene in/ali vključuje spodnjo tretjino nožnice in/ali povzroča hidronefrozo ali nefunkcionalno ledvico.
Stadij IV: karcinom, razširjen zunaj male medenice ali vraščanje v sluznico mehurja ali rektuma.

## Simptomi in znaki
Navadno se bolezenski znaki ali bolečine pojavijo takrat, ko je bolezen že precej napredovala.
Pogosto blage in neznačilne simptome pripišemo kateri drugi, manj nevarni bolezni in ne raku. Pozorni moramo na možnost, da gre lahko za raka ob pojavu na katerega od naslednjih opozorilnih znakov:
- spremembe pri odvajanju blata (zaprtje, driska ali kakšna druga sprememba pri odvajanju blata, je to lahko eden od pokazateljev raka na črevesju; eden prvih znakov raka trebušne slinavke je mastno blato);
- spremembe pri odvajanju vode (težave z uriniranjem so značilne za raka prostate);
- rana, ki se ne celi;
- neobičajna krvavitev (neobičajno boleče in močne menstruacije ter izvenciklične krvavitve, krvav izcedek iz bradavice, izkašljevanje krvi);
- zatrdlina v dojki ali katerem koli drugem delu telesa;
- težave pri požiranju;
- opazna sprememba kožne bradavice ali pigmentnega znamenja;
- dražeč kašelj ali hripavost.
- Nepojasnjeno hujšanje

Nekateri simptomi so pojavljajo le pri določenih vrstah raka.

## Neželeni učinki sistemskega zdravljenja raka
Kot posledica sistemskega zdravljenja raka, torej zdravljenja s citostatiki (kemoterapija), hormonsko terapijo ali tarčnimi zdravili, pri onkoloških pacientih lahko pride do neželenih učinkov. Ti so odvisni od vrste zdravila, ki ga pacient prejema, njegovega odmerka in odgovora telesa na to zdravilo. Odziv telesa na zdravilo je odvisen od starosti osebe, njenega psihičnega in fizičnega stanja (kondicije), razširjenosti bolezni, drugih pridruženih bolezni ter od delovanja organov, skozi katere se zdravilo presnavlja in izloča.
Med najpogostejše stranske učinke sistemskega zdravljenja raka uvrščamo slabost in bruhanje, izgubo apetita, spremembe vonja in okusa, okvaro sluznic, drisko, zaprtje, zavoro delovanja kostnega mozga in večjo dovzetnost za okužbe, bolečine v mišicah in sklepih, kožne spremembe, sindrom roka - noga, hiperpigmentacijo, ekstravazacijo in flebitis, izgubo las, spremembe nohtov, kronično utrujenost, otekanje, neželene učinke na organe in spolne organe, strah, tesnobo, depresijo in kognitivne motnje.
SLABOST IN BRUHANJE
Slabost in bruhanje se najpogosteje pojavljata ob zdravljenju s citostatiki, kot posledica njihovega delovanja na celice v prebavilih in center za bruhanje v možganih. V današnjem času imamo na voljo številna učinkovita zdravila za preprečevanje slabosti in bruhanja, ki jih imenujemo antiemetiki.
Pri premagovanju slabosti in bruhanja se svetuje vodenje dnevnika, s pomočjo katerega oseba ugotovi, kdaj sta ta dva najbolj izražena in kaj ju poslabša. Pacient naj se nauči izvajanja sprostilnih vaj, poskuša naj se zamotiti z aktivnostmi kot so sprehod v naravi, poslušanje glasbe, gledanje televizije, ustvarjanje, itd. Izogiba naj se nošenju oprijetih oblačil, motečim vonjem (parfum, dim, kuhana hrana …), ocvrti, mastni in sladki hrani ter pikantnim jedem. Hrano in tekočino naj uživa v manjših količinah, večkrat na dan. Ta naj bo hladna oz. sobne temperature, z namenom preprečiti močne vonjave, ki bi lahko sprožile pojav slabosti. Temu se lahko izogne tudi tako, da si obroke hrane v naprej pripravi in zamrzne, kar pomeni izognitev dolgotrajnemu kuhanju in vonjem. Uživa naj hrano, ki ne obremenjuje želodca, npr. jogurt, riž, krompir, toast, pusto meso, sadje blagega okusa … Priporočljivo je zaužiti 1,5 litra tekočine dnevno, pacient pa lahko pije vodo, čaj in naravne bistre sokove. Svetuje se reden počitek, vsaj dve uri po obroku pa naj oseba ne leži vodoravno, temveč naj ima dvignjeno vzglavje. Zdravila proti slabosti naj pacient jemlje redno, tako kot mu je svetoval zdravnik.

### Izguba apetita
K izgubi apetita so najbolj nagnjeni pacienti z razširjeno rakavo boleznijo, rakom v predelu glave, vratu ali prebavil ter tisti, ki prejemajo obsevalno zdravljenje, zdravljenje s citostatiki in nekaterimi tarčnimi zdravili. Vzrok za izgubo apetita je pogosto lahko že sama rakava bolezen, ki lahko ovira požiranje hrane, njen prehod skozi prebavila, povzroča pa tudi slabost in bruhanje. Apetit dodatno manjša še bolečina, strah, napetost, depresija, moteno okušanje (prisotnost kovinskega okusa v ustih) in požiranje, driska, zaprtje ter okvare ustne in želodčne sluznice. Slabše uživanje hrane lahko poveča druge težave, kot so kronična utrujenost, zaprtje, slabokrvnost in pomanjkanje vitaminov ter mineralov.
Pri težavi kot je izguba apetita se svetuje majhne, pogoste (na dve do tri ure), kalorično bogate obroke. Pacient naj uživa hrano, v kateri uživa. Jé naj počasi in več takrat, ko je lačen oziroma ima večji apetit. Uživa naj energijsko obogatena živila, kot so sir, med, mlečni napitki, energijske ploščice, oreščki, sladoled, temna čokolada, trdo kuhana jajca, krekerji, puding, jogurt, suho sadje … Tekočino naj uživa vsaj eno uro pred in po jedi, med jedjo pa ne. Apetit spodbuja tudi lažja telesna dejavnost, npr. sprehod v naravi. Če je mogoče, naj pacientu kuhajo drugi, ali pa naj si obroke v naprej pripravi in zamrzne, da jih bo imel pri roki, ko ne bo voljen kuhati.

### Spremembe vonja in okusa
Spremembe vonja in okusa lahko povzroči zdravljenje s citostatiki in tarčnimi zdravili, prav tako pa obsevanje v predelu vratu in glave. Pacienti tožijo po neprijetnem kovinskem okusu v ustih, vsa hrana ima neprijeten vonj in je brez okusa. Okvare so prehodne in minejo po zaključenem zdravljenju. Spremembe vonja in okusa vplivajo na okušanje, posledično pa na izgubo apetita ter izgubo telesne teže.
Z namenom lajšanja težav se svetuje izbiro hrane, ki ima za osebo prijeten okus in vonj. V primeru kovinskega priokusa naj pacient zaužije trd bonbon ali pa naj pije pomarančen, brusnični ali kakšen drug sok. Hrano naj uživa s plastičnim priborom, nujna je poostritev ustne higiene.

### Okvara sluznic in občutek suhih ust
Okvaro sluznic najpogosteje povzroča zdravljenje s citostatiki, tarčnimi zdravili ali obsevanjem. Težave minejo po prenehanju jemanja zdravila, ki jih je povzročilo, pri osebah zdravljenih z obsevanjem pa težave z občutkom suhih ust ostanejo trajne.
Za preventivno ustno nego je zobe in dlesni potrebno umivati po vsaki jedi z mehko zobno ščetko in blago zobno pasto, o uporabi zobne nitke pa naj se pacient posvetuje z zdravnikom. Usta naj vsaj 10-krat na dan splakuje z žajbljevim ali kamiličnim čajem, nikakor pa ne z ustnimi vodicami, ki vsebujejo alkohol. V primeru nošenja zobne proteze, je le-to potrebno očistiti po vsakem zaužitju hrane. Priporoča se tudi žvečenje žvečilnih gumijev brez sladkorja ali lizanje 4 do 6 antiseptičnih tablet ter uporaba zaščitne kreme za ustnice. Odsvetuje se alkohol in kajenje, potrebno pa je zaužiti vsaj 1,5 litra tekočine na dan.
Ob pojavu vnetja ustne sluznice se svetuje poostreno ustno nego in izpiranje ust z žajbljevim ali kamiličnim čajem več kot 10-krat na dan. Ob pojavu razjed in bolečine, naj oseba začasno uživa pasirano ali tekočo hrano. Popije naj vsaj dva litra tekočine.
Poleg okvare sluznic se lahko pojavi tudi občutek suhih ust, zaradi česar je lahko oteženo žvečenje, požiranje, govorjenje, nošenje proteze in celo spanje. Težave se poslabšajo če je oseba dehidrirana.

### Driska
Do nje pride pri zdravljenju s citostatiki, nekaterimi tarčnimi in hormonskimi zdravili. Povzroči jo lahko tudi okužba, ali pa antibiotiki, ki jih zaradi okužbe prejemate.
Ob pojavu driske naj bo pacient pozoren na barvo, količino in konsistenco izločenega blata ter na pogostost odvajanj. Osebnega zdravnika je potrebno takoj obiskati v primeru, da driska traja več kot 24 ur ali pa je v blatu prisotna kri oz. je to črne barve. Po vsakem odvajanju je potrebno zadnji del črevesa temeljito umiti s hladno vodo, morebiten nadraženi del kože pa namazati s hladilnim mazilom. Dnevno je potrebno zaužiti vsaj 2 litra tekočine, priporoča se pitje rehidracijske raztopine, ki jo je možno kupiti v lekarni. Možno je izgubljanje telesne teže, zato se priporoča dnevno tehtanje. V času hude driske naj pacient uživa lahko hrano, začasno pa naj se odpove uživanju mastne in začinjene hrane, z vlakninami bogatim živilom, mleku in nefermentiranim mlečnim izdelkom, svežim sadnim sokovom …

### Zaprtje
Zaprtje pogosto povzročajo citostatiki, setroni (zdravila za preprečevanje slabosti in bruhanja med zdravljenjem s kemoterapijo) in nekatera zdravila za zdravljenje driske, zgage, bolečine in depresije. Najpogosteje se pojavi pri osebah, ki so manj telesno aktivni, uživajo manj hrane, so dehidrirani, imajo povišano raven kalcija v krvi, pri pacientih s sladkorno boleznijo in tistih, z boleznijo ščitnice.
Priporočila za preprečevanje in zdravljenje zaprtja so pitje veliko tekočine, uživanje z vlakninami bogate hrane, vsakodnevna telesna aktivnost, v primeru pojava zaprtja pa pitje blagih odvajal (odvajalni čaji in tablete, ki vsebujejo seno).

### Zavora delovanja kostnega mozga
V rdečem kostnem mozgu nastajajo različne krvne celice, ki v našem telesu igrajo pomembno vlogo. Rdeče krvničke (eritrociti) so odgovorni za prenos kisika po telesu, krvne ploščice (trombociti) sodelujejo v procesu zaustavljanja krvavitve, bele krvničke (granulociti, monociti in levkociti) pa imajo pomembno vlogo pri obvladovanju okužb. Ker citostatiki delujejo na hitro deleče se celice, zdravljenje vpliva tudi na krvne celice, posledično pa to pogosto privede do slabokrvnosti, motenega strjevanja krvi, okužb in večje dovzetnosti za le-te. Težave, ki jih povzroči zdravljenje s citostatiki so začasne.
Pri pojavu slabokrvnosti se svetuje pogosto počivanje čez dan, uživanje zdrave in uravnotežene prehrane, pitje vsaj 1,5 litra tekočin dnevno, pazljivost pri spremembah položajev, odsvetuje pa se kajenje in pitje alkohola ter vožnja avtomobila v primeru, da se oseba počuti šibko oziroma je zaspana.
Pri motnjah strjevanja krvi se osebam svetuje uporabo električnega brivnika, pazljivost pri rekreaciji, da se izognejo poškodbam, odsvetuje pa se uporaba nesteroidnih revmatikov in zdravil, ki vsebujejo acetilsalicilno kislino. Pazljivi naj bodo tudi pri ščetkanju zob in uporabi zobne nitke.
Pri nizki vrednosti belih krvničk v krvi se svetuje, da si pacienti dvakrat na dan merijo telesno temperaturo in so pozorni na morebitne znake okužbe. To so povišana telesna temperatura (nad 38°C), bolečine v žrelu, mrzlica, bolečine v ušesih, glavobol, povečano potenje, driska, kašelj, razjede v ustih, utrujenost, rdečina, bolečina ali oteklina v okolici pooperativne brazgotine.
Priporoča se tudi poostrena higiena, pitje vsaj 1,5 litra tekočine dnevno, uživanje beljakovinsko in z vitamini ter minerali bogate hrane, redno odvajanje blata, mazanje suhe kože z zaščitno kremo, redno prezračevanje prostorov in uporabo zaščitnih rokavic pri delu. Odsvetuje se uporabo deodorantov, stik s svežim cvetjem ali postano vodo v vazi in obisk prostorov, kjer se nahaja veliko ljudi (nakupovalna središča, kopališča, kinodvorane …)

### Bolečine v mišicah in sklepih
Bolečine v mišicah in sklepih so lahko posledica same rakave bolezni, lahko pa se pojavijo tudi ob različnih zdravilih za zdravljenje raka ter zdravilih za preprečevanje in zdravljenje neželenih učinkov. Večje tveganje za pojav sklepnih in mišičnih bolečin obstaja pri pacientih, ki imajo že od prej prisotne te vrste bolečin, pri pacientih s sladkorno boleznijo in tistih, ki čezmerno uživajo alkohol.
Osebam s prisotnimi bolečinami v mišicah in sklepih se svetuje nošenje ohlapnih oblačil, omejitev dejavnosti, izvajanje lažjih telesnih vaj za krepitev mišic, previdno in počasno gibanje, z uporabo stenskih ročajev. Taki pacienti naj se izogibajo pitju alkohola, protibolečinska zdravila naj jemljejo v rednih časovnih presledkih in ne le po potrebi oz. tako, kot jim je predpisal zdravnik.

### Kožne spremembe
Ob zdravljenju s citostatiki, tarčnimi ali biološkimi zdravili lahko pride do kožnih sprememb, kot so suha in občutljiva koža, alergična reakcija, aknam podoben izpuščaj, hiperpigmentacija …
Suho in občutljivo kožo naj pacienti negujejo s toplo, ne vročo vodo. Po tuširanju naj si kožo nežno obrišejo oz. popivnajo z mehko brisačo. Ko je koža še vlažna, naj si na kožo nanesejo negovalno kremo ali masten losjon. Spodnje perilo naj bo bombažno in udobno. Pri pomivanju posode naj si osebe nadenejo zaščitne rokavice. Pred soncem naj se zavarujejo s kremo z visokim zaščitnim faktorjem, pokrivalom in sončnimi očali, pomembno pa je tudi zaužiti dovolj tekočine čez dan.
V primeru alergijske reakcije na zdravilo, se to nemudoma preneha dajati. Nato alergijsko reakcijo zdravimo z antihistaminiki in glukokortikoidi (lahko v obliki mazila).
Če se pojavi kožni izpuščaj, je potrebna uporaba tonika, ki ne vsebuje alkohola, in antibiotikov v obliki gelov ali tekočin. Hujšo obliko gnojnih izpuščajev je potrebno zdraviti  z antibiotiki v obliki tablet.
Nekateri citostatiki lahko povzročajo temnejše obarvanje kože (hiperpigmentacija) po celotnem telesu ali pa le na posameznih mestih. Hiperpigmentacija ni nevarna in mine sama, zdravljenje pa ni potrebno.

### Sindrom raka - noga
Ta pojav povzročajo nekateri citostatiki in tarčna zdravila. Pojavi se pordelost dlani in stopal, prisotna pa je lahko tudi pekoča bolečina, otekanje kože na dlaneh in podplatih, luščenje kože, redko pa se pojavijo tudi mehurji in razpoke.
Priporoča se uporaba vlažilnih mazil, ki vsebujejo ureo, umivanje z mlačno ali hladno vodo z uporabo  blagih mil. Pacienti naj se izogibajo tesni obutvi in čevljem z visoko peto, nošenju tesnih rokavic in nogavic, odsvetuje se tudi tek in energično vadbo, kjer bi si lahko poškodovali stopala. Kadar pacienti sedijo ali ležijo, naj imajo noge in roke dvignjene.

### Ekstravazacija in flebitis
O ekstravazaciji govorimo, ko se citostatik, ki naj bi tekel v žilo, razlije v okolno tkivo in ga poškoduje. Če citostatiki preidejo ali se vbrizgajo v okolno tkivo, lahko povzročijo odmrtje tkiva. Prvi znak ekstravazacije je pekoča bolečina na mestu dajanja, o kateri mora pacient takoj obvestiti medicinsko sestro, ta pa mora takoj prekiniti vnašanje zdravila. Zatem je nujno potrebno hlajenje prizadetega mesta s hladilno vrečko in počitek prizadete roke. Ob ekstravazaciji določenih citostatikov je prizadeto mesto potrebno greti s suhimi, toplimi obkladki.
Kot posledica ekstravazacije lahko pacienti nekaj ur ali dni zatem še vedno čutijo bolečine v predelu žil. To imenujemo flebitis oziroma vnetje žile.

### Izguba las
Izgubo las povzroča zdravljenje s citostatiki, redkeje pa zdravljenje z biološkimi in hormonskimi zdravili. Izgubo las lahko spremlja tudi izguba trepalnic, obrvi in drugih dlak po telesu. Lasje in ostale telesne dlake po prenehanju zdravljenja ponovno zrastejo.
Ob izpadanju las se svetuje umivanje z blagim šamponom, česanje z mehko krtačo in sušenje brez uporabe sušilca. Med samim zdravljenjem in prav tako najmanj 6 mesecev po njem, se odsvetuje barvanje, kodranje ali ravnanje las. Ob bivanju na prostem se priporoča nošenje zaščitnega pokrivala, rute ali sončnik, ki bodo kožo zaščitila pred sončno svetlobo. Pacienti že pred začetkom zdravljenja dobijo napotnico za pridobitev lasulje, ki je brezplačna (osnovni model).

### Spremembe nohtov
Sistemska zdravila lahko nohte poškodujejo na tak način, da nohte obarvajo, nohti lahko postanejo krhki, lomljivi, se deformirajo ali v hujših primerih celo odstopijo od svojega ležišča. Okolica nohta lahko postane suha in pordela, ob nohtna kožica pa razpokana in pekoča. Nohti se po končanem zdravljenju nehajo spreminjati, spremembe pa niso več vidne, ko noht preraste celotno dolžino.
Pri tovrstnih težavah se svetuje striženje nohtov na kratko dolžino, ti naj bodo čisti. Odsvetuje se grizenje nohtov in striženje obnohtne kožice. Nohte se lahko okrepi s kremo za krhke in občutljive nohte.

### Kronična utrujenost
Kronična utrujenost je posledica same rakave bolezni, poslabšajo pa jo še slabokrvnost, slabša prehranjenost, izsušenost, pogoste okužbe in sistemsko ter obsevalno zdravljenje raka.
Svetuje se uživanje energijsko in hranilno bogate hrane, pitja velikih količin tekočine, počivanje tudi čez dan, uporaba metod za zmanjševanje stresa, gibanje na prostem in opravljanje vseh telesnih in umskih dejavnosti, ki jih oseba zmore.

### Otekanje
Otekanje nastane zaradi prekomernega zadrževanja izven celične tekočine v telesu. Je znak rakave bolezni, posledica podhranjenosti ali drugih bolezni srca, jeter in ledvic. V primeru, da je poleg otekline, na okončini prisotna še rdečina, to pomeni vensko trombozo ali okužbo. Otekanje lahko povzročajo tudi zdravila za zdravljenje raka, otekanje pa je lahko tudi znak popuščanja srca.
V primeru otekanja okončin se priporoča omejitev uživanja soli in živil, ki vsebujejo veliko natrija. Pacienti naj se vsakodnevno tehtajo ob istem času, na isti tehtnici in ob nenadnem porastu teže obvestijo zdravnika. Opustiti morajo kajenje in vnos alkohola. Med počitkom naj imajo oteklo okončino dvignjeno, na otečenih rokah naj ne nosijo prstanov. Svetuje se opravljanje le lažjih telesnih dejavnosti, brez hujših obremenitev, npr. dvigovanja uteži. Če se težave poslabšajo, zdravnik pacientom predpiše zdravila, ki povečujejo izločanje vode iz telesa (diuretiki).

### Neželeni učinki na organe
Sistemska zdravila, torej citostatiki, tarčna in hormonska zdravila lahko prizadenejo celice v srcu, pljučih, ledvicah, jetrih in živčevju, vplivajo pa tudi na delovanje spolnih organov.
Pri jemanju zdravil, ki lahko povzročijo neželene učinke na srce se svetuje omejitev kajenja in pitja alkohola, skrb za uravnano telesno težo, pacienti pa naj bodo pozorni na otekanje nog, težje dihanje med naporom, neredno bitje srca, tiščanje ali bolečino v prsih, o katerih naj opozorijo svojega zdravnika.
Pri jemanju zdravil, ki lahko negativno vplivajo na zdravje pljuč, se svetuje dnevne sprehode v naravi in redno zračenje prostorov, odsvetuje pa se kajenje. Pacienti naj bodo pozorni na morebiten pojav težkega dihanja, bolečine v prsih, zvišanje telesne temperature ali občutka pomanjkanja zraka, o katerih naj obvestijo svojega zdravnika.
Pri jemanju zdravil, ki vplivajo na zdravje ledvic in mehurja, se osebam svetuje pitje vsaj 1,5 litra tekočine na dan, redno praznjenje sečnega mehurja in nošnja bombažnega spodnjega perila. Pacienti naj bodo pozorni na morebitno pekoče, pogosto odvajanje vode, nezmožnost uriniranja, prisotnost krvi v urinu, povišano telesno temperaturo ali mrzlico, o katerih naj obvestijo svojega zdravnika.
Osebam, ki jemljejo zdravila, ki lahko vplivajo na delovanje jeter se svetuje redno odvajanje blata, pitje zadostnih količin tekočine in uživanje polnovredne prehrane z veliko vlakninami. Odsvetuje se pitje alkoholnih pijač. Pacienti morajo svojega zdravnika obvestiti v primeru, da opazijo spremembo v barvi seča, blata ali kože, nabiranje tekočine v trebuhu, slabost ali pa bolečino pod desnim rebrnim lokom.
Pacientom, ki jemljejo zdravila, ki lahko okvarijo živčevje, se v primeru pojava omrtvelih prstov svetuje pazljivost pri prijemanju vročih, ostrih in ostalih nevarnih predmetov, pazljivi pa naj bodo tudi pri samem gibanju, saj je lahko prizadeto tudi ravnotežje. Oprijemajo naj se ograj, nosijo ne zdrsljivo obutev in za pomoč pri gibanju prosijo drugo osebo.

### Neželeni učinki na spolne organe
Sistemsko zdravljenje raka lahko začasno ali trajno okvari delovanje spolnih organov. Pri moških pride do okvare mod, posledično pa to povzroči impotenco, zmanjšano slo po spolnosti in sterilnost. Pri ženskah, kjer pride do okvare jajčnikov, se kot posledica okvare pojavi izguba menstruacije in prezgodnja menopavza. Lahko pride tudi do sterilnosti, ki je lahko začasna ali trajna.

### Strah, tesnoba in depresija
Strah in tesnoba sta normalni reakciji vsakega pacienta, ki so mu odkrili raka. Kažeta se kot motnje spanja, slabost, bruhanje, zmanjšana sposobnost za vsakodnevne aktivnosti in povečan občutek za bolečino.
Pri spoprijemanju s temi težavami se svetuje pogovor z zdravnikom, svojci, pridružitev skupinam za samopomoč, redna telesna vadba, masaža ali kopel ter sprostitev s sprostitvenimi tehnikami (globoko dihanje, imaginacija, meditacija, branje, poslušanje glasbe …).
Depresija se kaže kot izguba interesa za vsakodnevna opravila, nespečnost ali pretirano spanje, izguba apetita ali pretirano uživanje hrane, žalost, jokavost, kronična utrujenost, motnje koncentracije in občasno tudi kot misel na samomor. V boju proti depresiji se svetuje upoštevanje enakih napotkov kot pri strahu in tesnobi, priporoča pa se tudi obisk psihiatra, ki pacientom svetuje z nasveti, lahko pa jim predpiše tudi antidepresive.

### Kognitivne motnje
Težav s pozornostjo in spominom ne povzroča le kemoterapija, ampak tudi druga podporna zdravila, kot so antiemetiki, anksiolitiki, analgetiki, slabokrvnost, kronična utrujenost in depresija, pri mladih ženskah pa tudi prezgodnja menopavza, ki jo povzroči kemoterapija. Težave se kažejo kot izguba spomina za bližnje dogodke, težave s koncentracijo, razumevanjem novih stvari in računanjem. Pri večini pacientov te težave minejo od enega do dveh let po zdravljenju s kemoterapijo.
Za soočanje s to težavo se svetuje uporaba koledarja, izdelava seznamov, zmanjšanje delovne obremenitve, dovolj spanja, delo v miru in tišini, redna telesna aktivnost, uživanje uravnotežene prehrane, zmanjšanje pitja alkohola in kave ter redno treniranje možganov (branje, sestavljanje sestavljank, spominske igre …).

## Prehrana onkološkega pacienta
Prehrana onkološkega pacienta je zelo pomembna, saj se v času bolezni presnova pacienta zelo spremeni. Pogosto so neželeni učinki zdravljenja pomanjkanje apetita, driska, siljenje na bruhanje, sprememba okusa, prezgodnja sitost, suha usta, in druge. Zato je pomembno, da pacient sledi načelom prehrane priporočljive za onkološke paciente. Bistveno se povečajo potrebe po beljakovinah in energiji. Priporoča se raznovrstna uravnotežena prehrana z dodatkom beljakovin. 
Pravilno prehranjevanje med boleznijo je zelo pomembno, saj vpliva na: 
- Normalno prehranjenost organizma
- Zavira razvoj kaheksije
- Ohranja oziroma izboljša telesno kondicijo in dobro počutje
- Zmanjša neželene učinke zdravljenja
- Omogoča hitrejše celjenje ran
- Izboljšuje izid zdravljenja
- Vpliva na imunsko odpornost in zmanjša tveganje za okužbe.

Torej prehrana onkološkega pacienta predstavlja predvsem veliko pustega mesa, rib, mleka, sira, jogurtov, skute, polnozrnatega kruha, ovsenih kosmičev, testenin, riža in zmerno uživanje masla, olja in smetane. 
Ker onkološki pacienti pogosto nimajo želje po hranjenju (vpliv zdravljenja), je priporočljivo, da si razporedijo pet obrokov skozi dan. Pogosto je hranjenje zavestna odločitev in ne potreba.
Beljakovine so potrebne za hitrejšo obnovo celic (hitrejše celjenje tkiv),priporočen dnevni vnos je 1,2 do 2 grama na 1kg telesne mase.  Nahajajo se v ribah, pustem mesu, perutnini, jajcih. 
Ogljikovi hidrati so potrebni predvsem za energijo in toploto. Nahajajo se predvsem v izdelkih iz žit, rižu, ješprenju, ovsenih in drugih žitnih kosmičih, kruhu, krompirju, testeninah, stročnicah in drugih. 
Zelo pomembni so tudi vitamini in minerali, ki jih pridobimo z uživanjem sadja in zelenjave. Za onkološke paciente so posebno priporočeni : brokoli, ohrovt, cvetača, korenje, kumare, buče, rumena in zelena zelenjava, čebula, česen, jabolka, kutine, češnje, borovnice, slive in marelice. 
Ne smemo pozabiti na zadosten vnos tekočin. Najbolj priporočljiv vnos tekočine je z vodo. Dnevno je priporočljivo zaužiti 1,5 do 2 litra tekočine na dan.

## Telesna aktivnost onkološkega pacienta
Telesna dejavnost onkoloških pacientov ima zelo velik pomen, saj izboljša počutje, zmanjša utrujenost zaradi bolezni, poveča samostojnost. Poleg tega pa tudi izboljša delovanje telesa, imunskega sistema, izboljša delovanje srčno-dihalnega sistema, izboljša krvni pretok in zmanjšuje nastajanje strdkov. 
Onkološkim pacientom se glede na obliko in stadija bolezni, priporoči telesna aktivnost. Priporočila za telesno dejavnost sledijo smernicam za splošno populacijo: vsaj 150 minut zmerno intenzivne vadbe tedensko (30–60 minut dnevno, 5 dni v tednu) ali vsaj 75 minut visoko intenzivne vadbe tedensko (20–60 minut dnevno, tri dni v tednu) ali kombinacija zmerne in visoko intenzivne vadbe, tako da pacient skupaj doseže priporočeno količino.
Glede na stadij bolezni in počutje onkološkega pacienta, zdravnik priporoči vsakemu posamezniku zanj najbolj ustrezno intenzivnost vadbe.

## Paliativna oskrba
Paliativna oskrba je celostna obravnava osebe z neozdravljivo boleznijo. Skrbi za obvladovanje simptomov bolezni, nego, lajšanje psihičnih, socialnih in duhovnih težav. 
Namen paliativne oskrbe je vzdrževati kakovost življenja osebe, upoštevanje njegovih potreb. Zajema tudi pomoč svojcem med boleznijo, umiranjem in žalovanjem.